# Schizidium tiberianum
Schizidium tiberianum är en kräftdjursart som beskrevs av Karl Wilhelm Verhoeff 1923. Schizidium tiberianum ingår i släktet Schizidium och familjen klotgråsuggor. Inga underarter finns listade i Catalogue of Life.